# Jerchel (Tangerhütte)

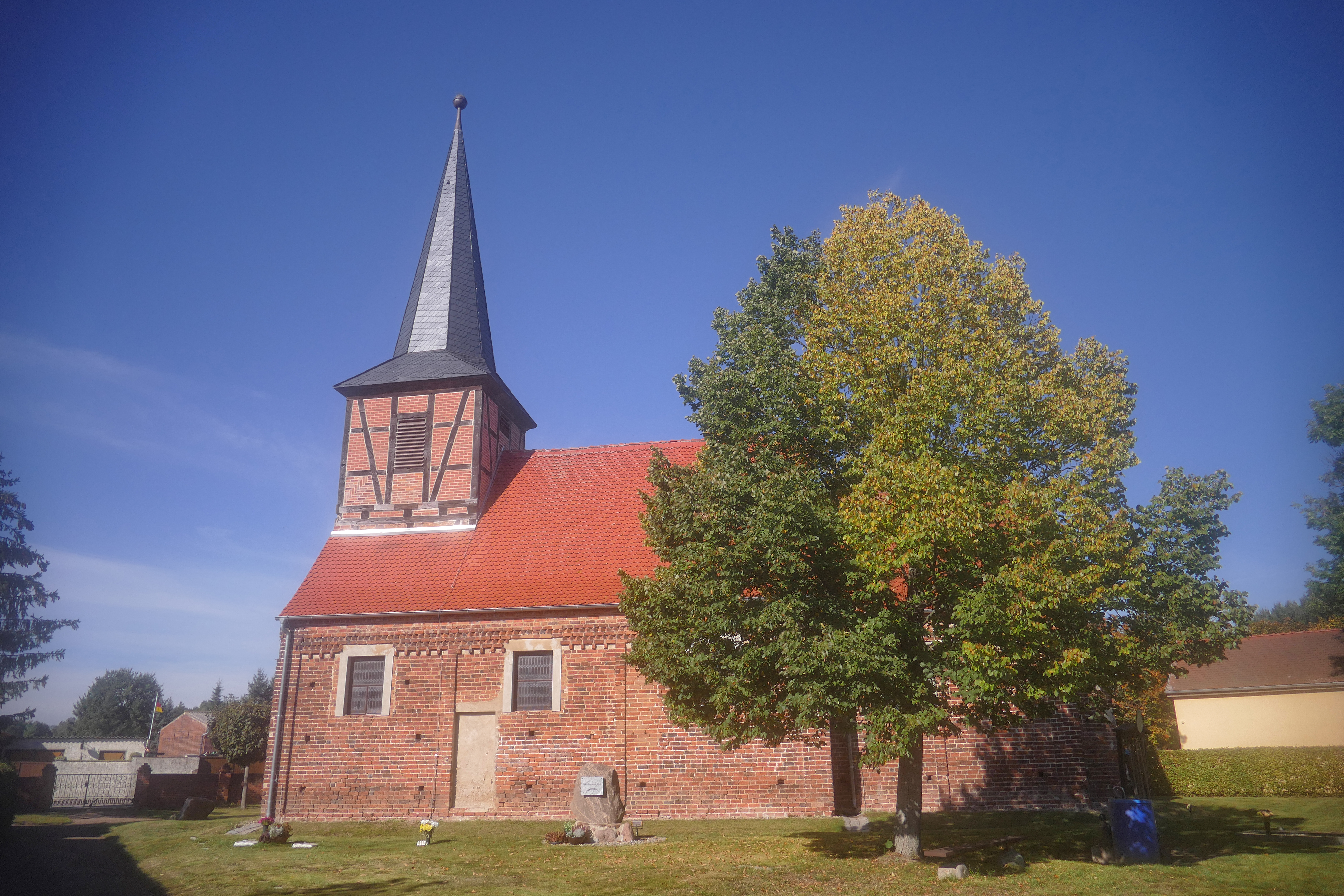
Dorfkirche Jerchel

Jerchel ist eine Ortschaft und ein Ortsteil der Stadt Tangerhütte im Süden des Landkreises Stendal in Sachsen-Anhalt.

## Geographie
Jerchel, ein durch Gutsbildung deformiertes Straßendorf mit Kirche, liegt etwa zehn Kilometer nordöstlich von Tangerhütte und neun Kilometer südlich von Tangermünde am Südostrand der Altmark an einem alten, abgeschnittenen Elbearm, dem sichelförmigen, unter Naturschutz stehenden Schelldorfer See im Biosphärenreservat Mittelelbe.
Nachbarorte sind Weißewarte im Westen, Buch im Norden, Schelldorf im Osten und Grieben im Süden.
Das Gelände westlich von Jerchel ist überwiegend flach und sehr waldreich.

## Geschichte

### Mittelalter bis Neuzeit
Bereits im Jahr 987 soll in Jerchel eine Burg gegen die Wenden angelegt worden sein.
1345 wurde das Dorf erstmals urkundlich als Jerchel erwähnt, als Markgraf Ludwig von Bayern Abgaben aus dem Ort an Henning von Lüderitz verlieh. Im Landbuch der Mark Brandenburg von 1375 wurde das Dorf ebenfalls als Jerchel aufgeführt. Es gab zwölf Bauernhufen, eine Pfarrhufe, die Familie Itzenplitz hatte 13 freie Hufen zu ihrem Eigenhof. Weitere Nennungen sind 1488 to Gerchel, 1687 Gerchell und 1804 Dorf und Gut Jerchel.
Im Mittelalter hatten die von Itzenplitz' eine Ritterburg im Ort. Im Jahr 1604 beleibdingte Jobst von Itzenplitz zu Grieben seine Ehefrau Sophie von Biern mit zwei Weingärten, nach Jerchel zu gelegen. 1725 wurde das Rittergut in der Familie Itzenplitz im Erbgang geteilt. 1887 ging es vereinigt wieder an die von Itzenplitz' bis nach 1928 und wurde danach erneut geteilt, ein Teil ging an einen Freiherrn von Wangenheim.
Bei der Bodenreform wurden 1945 ermittelt: das Gut derer von Itzenplitz hatte eine Fläche von 351 Hektar, 22 Besitzungen unter 100 Hektar hatten zusammen 158 Hektar, eine Kirchenbesitzung umfasste einen Hektar. Enteignet wurden 741 Hektar. Das Waldgut des Freiherrn von Wangenheim wurde an die Provinzialverwaltung abgegeben. Im Jahr 1952 entstand die erste Landwirtschaftliche Produktionsgenossenschaft, die LPG Typ I „Aufbau“, die 1953 in den Typ III überführt wurde.
Auf dem Gutsgelände neben der Ruine eines ehemaligen Schlosses in Jerchel gab es ab dem Ende der 1970er Jahre ein Betriebsferienlager des VEB Fahlberg-List Magdeburg.
Im Rahmen der Dorferneuerung wurde seit den 1990er Jahren das ehemalige Gutshaus saniert, in dem sich heute Gemeindebüro, Saal und ein Jugendclub befinden, das Feuerwehrhaus erweitert sowie Straßen, Wege und Straßenbeleuchtung erneuert.
Das Dorf pflegt Partnerschaften mit den beiden gleichnamigen Orten Jerchel im Altmarkkreis Salzwedel und Jerchel im Landkreis Havelland.

### Herkunft des Ortsnamens
Heinrich Sültmann meint der Name, 1345 und 1437 gerchel 1370 jerchil, 1540 gerchell, geht auf das Slawische „grahol“, „garch“ für „Wicke“, „Erbse“ zurück. Andere deuten Jerchel als Verkleinerungsform von Jerichow, also als „Klein Jerichow“.

### Archäologie
Im 20. Jahrhundert wurde über Funde einer Siedlung aus vorrömischer Zeit berichtet. Die geborgenen weitmundigen keramischen Schalen und Töpfe, sowie ein Kumpf werden im Altmärkischen Museum in Stendal aufbewahrt.

### Eingemeindungen
Ursprünglich gehörten Gut und Dorf Jerchel zum Tangermündeschen Kreis  der Mark Brandenburg in der Altmark. Zwischen 1807 und 1813 lagen beide im Kanton Grieben auf dem Territorium des napoleonischen Königreichs Westphalen. Nach weiteren Änderungen kamen Gut und Gemeinde 1816 zum Kreis Stendal, dem späteren Landkreis Stendal. Am 30. September 1928 wurde der Gutsbezirk Jerchel mit der Landgemeinde Jerchel vereinigt.
Am 25. Juli 1952 kam die Gemeinde Jerchel zum Kreis Tangerhütte. Nach dessen Auflösung gehörte sie ab 1. Januar 1988 zum Kreis Stendal und schließlich ab 1. Juli 1994 wieder zum Landkreis Stendal.
In einem Gebietsänderungsvertrag zwischen der Stadt Tangerhütte und allen Mitgliedsgemeinden der Verwaltungsgemeinschaft Tangerhütte-Land wurde deren Eingemeindung nach Tangerhütte geregelt. Dem Vertrag stimmte der Gemeinderat Jerchel am 11. Mai 2010 zu. Er wurde vom Landkreis als unterer Kommunalaufsichtsbehörde genehmigt und die Eingemeindung trat am 31. Mai 2010 in Kraft.

### Einwohnerentwicklung

#### Dorf und Gut
| Jahr               | 1734 | 1772 | 1790 | 1798 | 1801 | 1818 | 1840 | 1864 | 1871 | 1885 | 1892 | 1895 | 1900 | 1905 |
| Dorf Jerchel       | 69   | 73   | 186  | 107  | 189  | 193  | 310  | 373  | 224  | 169  | 253  | 196  | 235  | 192  |
| Gut Jerchel        |      |      |      | 057  |      |      |      |      | 080  | 042  |      | 052  |      | 047  |
| Forsthaus Jerchel  |      |      |      |      |      |      |      |      | 06   | 02   |      |      |      |      |
| Gasthaus Kienapfel |      |      |      |      |      |      |      |      | 04   | 04   |      |      |      |      |

#### Gemeinde
| Jahr | Einwohner |
| ---- | --------- |
| 1910 | [0]208    |
| 1925 | 195       |
| 1939 | 185       |
| 1946 | 302       |
| 1964 | 314       |
| 1971 | 291       |
| 1981 | 133       |
| 1985 | [00]144   |
| 1990 | [00]117   |

| Jahr | Einwohner |
| ---- | --------- |
| 1993 | 114       |
| 1995 | [00]138   |
| 2000 | [00]161   |
| 2002 | [00]159   |
| 2004 | [00]149   |
| 2006 | [00]137   |
| 2007 | [00]135   |
| 2008 | [00]129   |
| 2009 | [00]136   |

Quelle, wenn nicht angegeben, bis 1993:

#### Ortsteil
| Jahr | Einwohner |
| ---- | --------- |
| 2013 | [00]134   |
| 2014 | [00]132   |
| 2018 | [00]120   |
| 2019 | [00]124   |
| 2020 | [00]120   |
| 2021 | [00]114   |
| 2022 | [0]116    |
| 2023 | [0]109    |

## Religion
- Die evangelische Kirchengemeinde Jerchel, die früher zur Pfarrei Buch gehörte,[24] wird heute betreut vom Pfarrbereich Lüderitz im Kirchenkreis Stendal im Bischofssprengel Magdeburg der Evangelischen Kirche in Mitteldeutschland.[25]  Die ältesten überlieferten Kirchenbücher für Jerchel stammen nach Angaben von Machholz aus dem Jahre 1833, ältere Einträge finden sich bei Buch.[26] Hoßfeld meint, es gäbe Kirchenbücher ab 1680, doch zwischen 1730 und 1768 wäre eine große Lücke.[5]
- Die katholischen Christen gehören zur Pfarrei St. Elisabeth in Tangermünde im Dekanat Stendal im Bistum Magdeburg.[27]

## Politik

### Ortsbürgermeister
Lukas Carsten Köppe ist seit Juli 2024 Ortsbürgermeister der Ortschaft Jerchel.
Seine Vorgängerin Thekla Möws war bis Juli 2024 Ortsbürgermeisterin.

### Ortschaftsrat
Die Ortschaftsratswahl am 9. Juni 2024 lieferte folgende Sitzverteilung (in Klammern die Ergebnisse von 2019):
- 2 Sitze „Freie Wählergemeinschaft Jerchel“ (4 Sitze)
- 1 Sitz CDU

Es konnten mangels Bewerbern nur 3 von 5 möglichen Sitzen besetzt werden. Gewählt wurden 3 Männer. Von 98 Wahlberechtigten hatten 80 ihre Stimme abgegeben, die Wahlbeteiligung betrug damit 81,63 Prozent.

### Wappen
Das Wappen wurde am 13. August 2009 durch den Landkreis genehmigt.
Blasonierung: „Gespalten von Grün und Silber unter goldenem Schildhaupt, vorn drei goldene Ähren mit Halmblättern, hinten pfahlweise drei abgeschnittene schwarze Bärenköpfe mit ausgeschlagenen roten Zungen und goldenen Halsbändern mit Ring, im Schildhaupt eine grüne Eichel mit zwei zu den Seiten weisenden Eichenblättern.“
Die Farben des Ortes sind – abgeleitet von den Hauptwappenmotiven (Ähren) in der heraldisch vornehmeren vorderen Schildhälfte – Gold (Gelb)-Grün.
Das Wappen wurde 2009 vom Heraldiker Jörg Mantzsch gestaltet.

### Flagge
Die Flagge ist gelb - grün (1:1) gestreift (Querformat: Streifen waagerecht verlaufend, Längsformat: Streifen senkrecht verlaufend) und mittig mit dem Gemeindewappen belegt.

## Kultur und Sehenswürdigkeiten
- Die evangelische Dorfkirche Jerchel ist ein Backsteinbau aus der Zeit um 1200.[33] Sie hat eine barocke Ausstattung mit einem Wappen der Familie von Itzenplitz an der Ostwand des Chores, deren Patronat über Jerchel bereits für das 15. Jahrhundert bezeugt ist.[14]
- Ein Rest des ehemaligen Ritterguts aus dem Anfang des 19. Jahrhunderts ist der schlanke runde Taubenturm mit spitzem Kegeldach,[33] der auch als Taubenhaus auf einem Rundpfeiler beschrieben wird.[5] Er wird von der Bevölkerung als Uhrenturm „Penko“ bezeichnet und gilt als inoffizielles Wahrzeichen von Jerchel.[12]

## Verkehrsanbindung
Von Jerchel führen Landstraßen nach Tangermünde und über Grieben nach Tangerhütte.
Es verkehren Linienbusse und Rufbusse von stendalbus.
Im 15 Kilometer entfernten Tangerhütte bestehen Bahnanschlüsse nach Magdeburg und Stendal.